# Camilla Meurer
 (décembre 2018).
Si vous disposez d'ouvrages ou d'articles de référence ou si vous connaissez des sites web de qualité traitant du thème abordé ici, merci de compléter l'article en donnant les références utiles à sa vérifiabilité et en les liant à la section « Notes et références ».
Camilla Meurer, née le 2 novembre 1986 à La Haye, est une actrice néerlandaise.

## Filmographie

### Cinéma
- 2011 : Die Inseln, die wir sind : Liza
- 2012 : Het Diner (nl) : La réceptionniste
- 2016 : The I in me : Noa

### Téléfilms
- 2012 : Edwin : Daantje
- 2013-2015 : Goede tijden, slechte tijden : Monica de Klein
- 2013 : Flikken Maastricht : Rebecca
- 2013 : Danni Lowinski (nl) : Marie Sterk
- 2013 : Love Hurts : Zora
- 2015 : Force (nl) : Jenna
- 2016 : The Body Collector : Elizabeth Menten
- 2017 : Van God Los (nl) : Mirije
- 2017 : De Spa (nl) : Maaike
- 2017 : Voetbalmafia